# Ella Fitzgerald Sings the Harold Arlen Songbook
Ella Fitzgerald Sings the Harold Arlen Songbook (с англ. — «Элла Фицджеральд исполняет песни Гарольда Арлена») — двадцать второй студийный альбом американской джазовой певицы Эллы Фицджеральд, выпущенный на лейбле Verve Records в 1961 году под студийным номером Verve MG V-4046-2. Альбом входит в цикл «песенников» Фицджеральд, посвящённых творчеству конкретного композитора или поэта, в данном случае Гарольда Арлена. В записи пластинки принимал участие оркестр под управлением Билли Мэя. В качестве обложки был использован рисунок французского художника Анри Матисса.
В 1988 году Verve перевыпустила запись в формате CD, обновлённая версия включила в себя 4 дополнительных трека.

## Список композиций
Вся музыка написана Гарольдом Арленом.
| №                   | Название                                  | Текст песни         | Длительность |
| ------------------- | ----------------------------------------- | ------------------- | ------------ |
| 1.                  | «Blues in the Night»                      | Джонни Мёрсер       | 7:14         |
| 2.                  | «Let’s Fall in Love»                      | Тед Колер           | 4:05         |
| 3.                  | «Stormy Weather»                          | Тед Колер           | 5:17         |
| 4.                  | «Between the Devil and the Deep Blue Sea» | Тед Колер           | 2:26         |
| 5.                  | «My Shining Hour»                         | Джонни Мёрсер       | 4:02         |
| 6.                  | «Hooray for Love»                         | Лео Робин           | 2:45         |
| Общая длительность: | Общая длительность:                       | Общая длительность: | 25:49        |

| №                   | Название                             | Текст песни              | Длительность |
| ------------------- | ------------------------------------ | ------------------------ | ------------ |
| 7.                  | «This Time the Dream’s on Me»        | Джонни Мёрсер            | 4:39         |
| 8.                  | «That Old Black Magic»               | Джонни Мёрсер            | 4:13         |
| 9.                  | «I’ve Got the World on a String»     | Тед Колер                | 4:54         |
| 10.                 | «Let’s Take a Walk Around the Block» | Айра Гершвин, Ип Харбург | 4:03         |
| 11.                 | «I’ll Wind»                          | Тед Колер                | 3:55         |
| 12.                 | «Ac-Cent-Tchu-Ate The Positive»      | Джонни Мёрсер            | 3:37         |
| Общая длительность: | Общая длительность:                  | Общая длительность:      | 25:21        |

| №                   | Название                          | Текст песни            | Длительность |
| ------------------- | --------------------------------- | ---------------------- | ------------ |
| 13.                 | «When the Sun Comes Out»          | Тед Колер              | 5:10         |
| 14.                 | «Come Rain or Come Shine»         | Джонни Мёрсер          | 3:24         |
| 15.                 | «As Long as I Live»               | Тед Колер              | 3:48         |
| 16.                 | «Happiness is a Thing Called Joe» | Ип Харбург             | 3:30         |
| 17.                 | «It’s Only a Paper Moon»          | Билли Роуз, Ип Харбург | 3:37         |
| 18.                 | «The Man that Got Away»           | Айра Гершвин           | 5:21         |
| Общая длительность: | Общая длительность:               | Общая длительность:    | 24:50        |

| №                   | Название                                      | Текст песни         | Длительность |
| ------------------- | --------------------------------------------- | ------------------- | ------------ |
| 19.                 | «One for My Baby (and One More for the Road)» | Джонни Мёрсер       | 3:58         |
| 20.                 | «It Was Written in the Stars»                 | Лео Робин           | 5:11         |
| 21.                 | «Get Happy»                                   | Тед Колер           | 3:33         |
| 22.                 | «I Gotta Right to Sing the Blues»             | Тед Колер           | 5:12         |
| 23.                 | «Out of This World»                           | Джонни Мёрсер       | 2:46         |
| 24.                 | «Over the Rainbow»                            | Ип Харбург          | 4:21         |
| Общая длительность: | Общая длительность:                           | Общая длительность: | 25:01        |

| №                   | Название                                                | Текст песни         | Длительность |
| ------------------- | ------------------------------------------------------- | ------------------- | ------------ |
| 25.                 | «Ding-Dong! The Witch Is Dead»                          | Ип Харбург          | 3:19         |
| 26.                 | «Sing My Heart»                                         | Тед Колер           | 2:49         |
| 27.                 | «Let’s Take a Walk Around the Block» (Alternative take) |                     | 4:07         |
| 28.                 | «Sing My Heart» (Alternative take)                      |                     | 2:32         |
| Общая длительность: | Общая длительность:                                     | Общая длительность: | 12:47        |

## Избранные участники записи
- Элла Фицджеральд — вокал.
- Дон Фагерквист, Фрэнк Бич, Конрад Гоззо, Джозеф Тискари — труба.
- Милт Бернхарт, Эдвард Касби, Ричард Ноэль, Джордж Робертс — тромбон.
- Плас Джонсон, Уилбур Шварц — саксофон.
- Пол Смит — фортепиано.
- Джон Коллинз — гитара.
- Джо Мондрагон — контрабас.
- Виктор Арно — скрипка.
- Арманд Капрофф — виолончель.
- Алекс Нейманн — альт.
- Эмиль Ричардс — вибрафон.
- Элвин Столлер — барабаны.
- Билли Мэй — аранжировки, дирижирование.